# Uiya
Uiya (Nepali उइया) ist ein Dorf und ein Village Development Committee (VDC) in Nepal im Distrikt Gorkha.
Das VDC Uiya liegt am westlichen Ufer des Budhigandaki. Talaufwärts liegt das VDC Sirdibas. Uiya liegt am Manaslu-Rundweg.

## Einwohner
Bei der Volkszählung 2011 hatte das VDC Uiya 1857 Einwohner (davon 823 männlich) in 427 Haushalten.

## Dörfer und Weiler
Uiya besteht aus mehreren Dörfern und Weilern. 
Die wichtigsten sind:
- Khorlabeshi (930 m ⊙)
- Khorla (1660 m ⊙)
- Tatopani (995 m ⊙)
- Uiya (1860 m ⊙)